# Литорал-Норти (микрорегион)

Литорал-Норти на карте.

Литорал-Норти (порт. Microrregião do Litoral Norte) — микрорегион в Бразилии. входит в штат Параиба. Составная часть мезорегиона Зона-да-Мата-Параибана. 
Население составляет 	142 023	 человека (на 2010 год). Площадь — 	1960,825	 км². Плотность населения — 	72,43	 чел./км².

## Демография
Согласно сведениям, собранным в ходе переписи 2010 г. Национальным институтом географии и статистики (IBGE), население микрорегиона составляет:						
| Полное население                             | Полное население                             | Полное население                             | Полное население                             | 142 023 |
| -------------------------------------------- | -------------------------------------------- | -------------------------------------------- | -------------------------------------------- | ------- |
| в том числе:                                 | Городское население                          | 87 464                                       | Процент городского населения, %              | 61,58   |
|                                              | Сельское население                           | 54 559                                       | Процент сельского населения, %               | 38,42   |
|                                              | Мужское население                            | 70 639                                       | Процент мужского населения, %                | 49,74   |
|                                              | Женское население                            | 71 384                                       | Процент женского населения, %                | 50,26   |
| Плотность населения, чел/км²                 | Плотность населения, чел/км²                 | Плотность населения, чел/км²                 | Плотность населения, чел/км²                 | 72,43   |
| Население микрорегиона в % к населению штата | Население микрорегиона в % к населению штата | Население микрорегиона в % к населению штата | Население микрорегиона в % к населению штата | 3,77    |

## Статистика
- Валовой внутренний продукт на 2003 год составляет 492 656 229,00 реалов (данные: Бразильский институт географии и статистики).
- Валовой внутренний продукт на душу населения на 2003 год составляет 3761,40 реалов (данные: Бразильский институт географии и статистики).
- Индекс развития человеческого потенциала на 2000 год составляет 0,570 (данные: Программа развития ООН).

## Состав микрорегиона
В составе микрорегиона включены следующие муниципалитеты:
1. Баия-да-Трайсан
2. Капин
3. Куйте-ди-Мамангуапи
4. Куррал-ди-Сима
5. Итапоророка
6. Жакарау
7. Мамангуапи
8. Маркасан
9. Матарака
10. Педру-Режис
11. Риу-Тинту